# Sean Marks
Sean Andrew Marks (ur. 23 sierpnia 1975 roku) – nowozelandzki koszykarz, występujący na pozycjach skrzydłowego oraz środkowego. Pierwszy w historii zawodnik z Nowej Zelandii, który rozpoczął występy w NBA.
18 lutego 2016 objął funkcję generalnego menadżera zespołu Brooklyn Nets.

## Kariera
W 1998 roku został wybrany w drafcie NBA przez New York Knicks w drugiej rundzie, z 44 numerem.
W sezonie 2000/01 grał w Śląsku Wrocław. Wystąpił w ośmiu spotkaniach i średnio zdobywał 7 punktów na mecz.
W 2005 roku zdobył mistrzostwo NBA w barwach San Antonio Spurs.
Grał w Toronto Raptors, Miami Heat, Phoenix Suns, New Orleans Hornets i Portland Trail Blazers.
W 2011 roku zakończył karierę.

## Osiągnięcia
Na podstawie, o ile nie zaznaczono inaczej.
NCAA
- Uczestnik rozgrywek:
  - Sweet Sixteen turnieju NCAA (1997)
  - turnieju NCAA (1996*, 1997)

NBA
- Mistrz NBA (2005)

Reprezentacja
- Uczestnik:
  - igrzysk olimpijskich (2000 – 11. miejsce, 2004 – 10. miejsce)
  - mistrzostw świata (2002 – 4. miejsce)

Trenerskie
- Mistrz NBA jako asystent trenera (2014)

(*) – statystyki i osiągnięcia zespołu anulowane przez NCAA.